# KF Dukagjini
Maillots
Actualités
Le Klubi Futbollistik Dukagjini  est un club de football kosovar fondé en 1958 et basé à Klinë.

## Histoire
LE KF Dukagjini est fondé en 1958. Il remporte le Championnat du Kosovo en 1994 et est finaliste de la Coupe du Kosovo en 1995, 1996 et 2021.
Le club termine quatrième du Championnat du Kosovo de football 2022-2023, ce qui le qualifie pour sa première campagne européenne, en Ligue Europa Conférence 2023-2024. Le club s'impose lors du premier tour de qualification contre le club gibraltarien de l'Europa FC. Il affronte au deuxième tour de qualification le club croate du HNK Rijeka contre qui il perdra 7-1 en score cumulé.

## Bilan sportif

### Palmarès
- Championnat du Kosovo (1)
  - Champion : 1994
- Coupe du Kosovo
  - Finaliste : 1995, 1996 et 2021
- Supercoupe du Kosovo (1)
  - Vainqueur : 1994

### Bilan européen
Note : dans les résultats ci-dessous, le score du club est toujours donné en premier
| Saison    | Compétition             | Tour            | Club       | Domicile | Extérieur | Total |
| --------- | ----------------------- | --------------- | ---------- | -------- | --------- | ----- |
| 2023-2024 | Ligue Europa Conférence | Premier tour Q  | Europa FC  | 2 - 1    | 3 - 2     | 5 - 3 |
| 2023-2024 | Ligue Europa Conférence | Deuxième tour Q | HNK Rijeka | 0 - 1    | 1 - 6     | 1 - 7 |

Légende
- Victoire ou qualification pour le tour suivant.
- Match nul.
- Défaite ou élimination de la compétition.